# 新田義孝
新田 義孝（にった よしたか、1944年 - ）は、日本の工学者。四日市大学名誉教授。

## 来歴
石川県河北郡津幡町に生まれる。東京都立大泉高等学校を経て、1968年に慶應義塾大学工学部応用化学科を卒業。1970年、慶應義塾大学大学院工学研究科（応用化学専攻）修士課程修了。1976年、慶應義塾大学より工学博士の学位を取得。
四日市大学環境情報学部教授を務め、2015年に退職後は名誉教授となる。
このほか、電力中央研究所理事待遇、クイーンズランド大学や瀋陽農業大学の客員教授といった役職も務めた。